# Mikofenolat mofetil
Mikofenolate mofetil, Mycophenolate mofetil (MMF) (CellCept kompanije Roche) je imunosupresant i prolek mikofenolne kiseline, koji se ekstenzivno koristi u transplantnoj medicini. Njegov mod akcije je reverzibilna inhibicija inozin monofosfat dehidrogenaze (IMPDH) u biosintezi purina. MMF dejstvuje na selektivan de novo metabolički put koji je kritičan za limfocitnu proliferaciju i aktivaciju. Druge ćelije su u mogućnosti da obezbede purine putem separatnog puta i zato mogu da izbegnu efekat ovog leka.
MMF je korisna alternativa azatioprinu kad Aza toksičnost sprečava upotrebu. 
Hemijsko ime mikofenolat mofetila je 2-morpholinoethyl (E)-6-(1,3-dihydro-4-hydroxy-6-methoxy-7-methyl-3-oxo-5-isobenzofuranyl)-4-methyl-4-hexenoate. Negova empirijska formula je  i molekulska masa je 433.50. Mikofenolat mofetil je morfolinoetil ester mikofenolne kiseline, koji se koristi za maskiranje karboksilne grupe. Mikofenolat mofetil ima pKa vrednost od 5.6 za morfolino deo i 8.5 za fenolnu grupu.